# Abramovit
Abramovit (Judovskaja & al., 2007), je extrémně vzácný sulfid s chemickým vzorecem Pb2SnInBiS7. Byl pojmenován podle ruského mineraloga Dmitry Vadimovich Abramova. 

## Původ
Hydrotermální minerál z fumarol (teplota vzniku 650 °C) u aktivních stratovulkánů.

## Morfologie
Tenké protažené krystalky délky 1 mm a 0,2 mm šířky. Krystalky jsou lístečkovité, často zdvojčatělé podle {100}.

## Vlastnosti
- Fyzikální vlastnosti: Tvrdost nest., hustota nest., štěpnost dokonalá podle {100}.
- Optické vlastnosti: Barva: stříbřitě šedá. Lesk kovový, průhlednost: opakní, vryp černý (barva prášku). V odraženém světle je bílý s žlutošedým odstínem, bireflexe slabá, má zřetelnou anizotropii, která vystupuje se změnou hnědavého odstínu bez barevných efektů.
- Chemické vlastnosti: Složení: Cu 0,18 %, Zn 0,08 %, Cd 0,00 %, Pb 33,94 %, In 10,41 %, Sn 13,27 %, S 21,57 %, Bi 19,04 %, Se 0,90 %, celkem 99,39 %.

## Naleziště
- Rusko – Kudrjavyj' (vulkán, ostrov Itrup, Kurilské ostrovy) ve fumarolové trhlině inkrustuje krystaly anhydritu a také tvoří chaotické srůsty s galenitem, sylvínem, wurtzitem na stěnách. Povrch krystalů je pokryt drobnými framboidními agregáty galenitu. Prostor mezi krystaly je vyplněn fluoridy a oxyfluoridy (zejména Al).